# The Cavalier's Dream
The Cavalier's Dream est un film muet américain réalisé par Edwin S. Porter et sorti en 1898.

## Synopsis
Un cavalier s'endort au bord d'une table vide. Dans son rêve, une vieille sorcière apparaît qui dresse la table pour un festin somptueux. Méphistophélès prend part au repas et la sorcière se transforme en belle jeune fille.

## Fiche technique
- Titre : The Cavalier's Dream
- Réalisation : Edwin S. Porter
- Production : Vitagraph Company of America
- Distribution : Edison Manufacturing Company
- Durée : 1 minute
- Date de sortie :
  - États-Unis : décembre 1898